# Riquilda da Polônia (rainha da Suécia)
Riquilda da Polônia (em polonês: Ryksa Swantosława; 1116/17 – após 25 de dezembro de 1155) foi uma  princesa polonesa, filha do Rei Boleslau III da Polónia e de Salomé de Berga. 
Pelos seus três matrimônios foi sucessivamente princesa da Dinamarca, grã-princesa de Minsque e rainha consorte da Suécia, esposa de Magno I, de Volodar de Minsque e de Suérquero I da Suécia respectivamente.